# Pangrapta athemonalis
Pangrapta athemonalis là một loài bướm đêm trong họ Erebidae.